# 奥贝杜拉甘杰
奥贝杜拉甘杰（Obedullaganj），是印度中央邦Raisen县的一个城镇。总人口19955（2001年）。

## 人口
该地2001年总人口19955人，其中男性10530人，女性9425人；0—6岁人口3005人，其中男1529人，女1476人；识字率67.03%，其中男性为74.20%，女性为59.02%。